# اشلی ۶۷۵۲
سیارک ۶۷۵۲ (به انگلیسی: 6752 Ashley، نامگذاری:4150T-1) شش هزار و هفتصد و پنجاه و دومین سیارک کشف شده‌است که در ۲۶ مارس ۱۹۷۱ کشف شد.
قدر مطلق سیارک برابر ۱۳٫۵۰ است.